# Juan de Gallinato
Juan Juárez de Gallinato, ook wel Juan Xuarès de Gallinato (Las Palmas, rond 1555 - Filipijnen, 1615) was een Spaanse militair officier. Hij werd bekend door diverse campagnes onder zijn leiding in de vroege Spaanse koloniale periode in de Filipijnen. Zo leidde hij in 1596 een missie in Cambodja om de Cambodjaanse koning te ondersteunen tegen aanvallen door de Thaise koning. In 1602 leidde hij een strafexpeditie tegen de moros op Jolo en in 1603 leidde hij een derde, niet succesvolle, Spaanse expeditie vanuit de Filipijnen om de Molukken te veroveren. 